# Département de l'Ocker
Le département de l'Ocker (en allemand : Departement der Oker, Oker-Departement ou Okerdepartement) était un département du royaume de Westphalie. Son chef-lieu était Brunswick (Braunschweig). Il devait son nom à l'Ocker (Oker), un affluent de l'Aller.

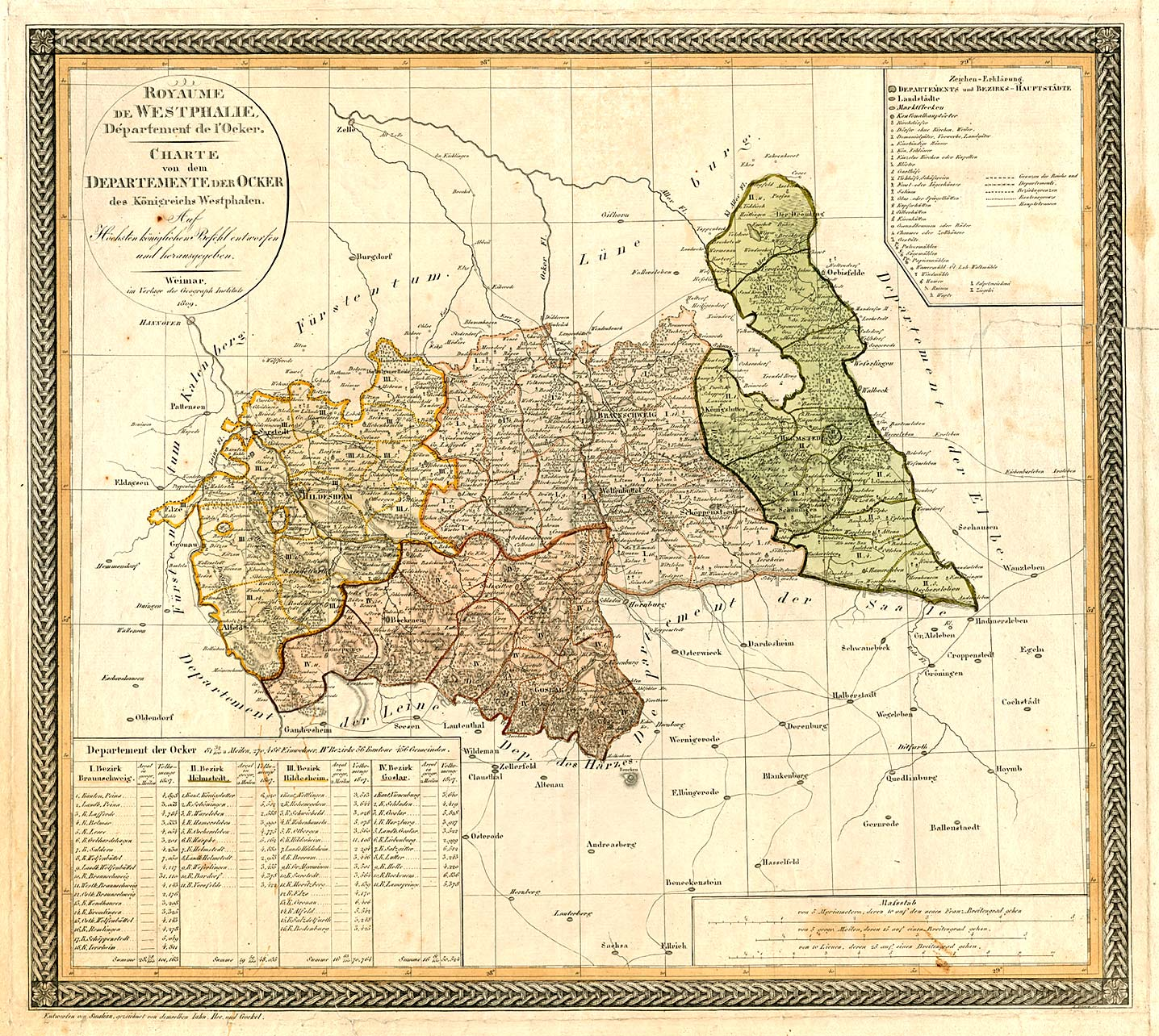
Carte du département en 1809

## Création
Le département est créé par le décret royal du 24 décembre 1807, qui ordonne la division du royaume en huit départements.

## Territoire
Selon le décret précité, le département recouvrait :
- la principauté de Wolfenbüttel presque en entier ;
- la principauté de Hildesheim presque en entier ;
- la ville de Goslar et son territoire ;
- plusieurs villages séparés des pays de Magdebourg et de Halberstadt.

## Population
Selon le décret précité, la population du département était estimée à 267 878 habitants.

## Subdivisions
Selon le décret précité, le département était divisé en quatre districts ou arrondissements dont les chefs-lieux étaient Brunswick, Helmstædt, Hildesheim et Goslar.